# Papuagrion pesechem
Papuagrion pesechem là một loài chuồn chuồn kim trong họ Coenagrionidae.
Papuagrion pesechem được Lieftinck miêu tả khoa học năm 1949.